# Mind Warp (álbum)
Mind Warp es el tercer y último álbum del músico estadounidense Patrick Cowley. Fue escrito, coproducido y compuesto por el mismo autor y lanzado en 1982 por Megatone Records. Popularmente conocido durante la época del estilo musical Hi-NRG, se extrajeron dos sencillos «Mind Warp» y «Goin' home».

## Lista de canciones
| N.º | Título                  | Duración |  |
| 1.  | «Tech-No-Logical World» | 7:29     |  |
| 2.  | «Invasion»              | 6:45     |  |
| 3.  | «They Came At Night»    | 6:11     |  |
| 4.  | «Mind Warp»             | 6:35     |  |
| 5.  | «Primitive World»       | 2:57     |  |
| 6.  | «Mutant Man»            | 5:01     |  |
| 7.  | «Goin' Home»            | 5:46     |  |